# محمد سعيد الماحي
فريق / محمد سعيد الماحي (1 فبراير 1922 - 20 يونيو 2007) قائد عسكري وسياسي مصري، من مواليد دمياط، وتخرج في الكلية الحربية سنة 1942، ثم في كلية أركان حرب سنة 1951، شارك في حرب 1967، شغل منصب قائد سلاح المدفعية في حرب أكتوبر. رُقّي إلى رتبة الفريق سنة 1974. وصفه الرئيس السادات في مذكراته بأنة رجل رهيب كمدفعيته حيث أنه كان يتميز بالهدوء والدقة الشديدة.

## حياته المهنية
- حصل على الثانوية العامة عام 1939.
- التحق بالكلية الحربية وتخرج فيها في 1 يوليو 1942 ضابطاً بسلاح المدفعية.
- التحق بالآلاي الأول مدفعية ميدان.
- شارك في حرب 1948.
- بعد ثورة يوليو تولى قيادة اللواء 41 ثم اللواء 53 مدفعية.
- شارك في حرب اليمن عام 1962.
- شغل قائد مدفعية الفرقة الثالثة والفرقة الثانية مشاة.
- رئيس فرع شئون ضباط إدارة المدفعية عام 1967.
- رئيس أركان المنطقة المركزية العسكرية عام 1968.
- رئيس أركان إدارة المدفعية عام 1970.
- شارك في حرب الاستنزاف.
- تولى منصب مدير سلاح المدفعية في 23 مايو 1971 وشارك في حرب أكتوبر وهو يشغل هذا المنصب.
- ترقى إلى رتبة الفريق الوقتي في 1974.
- كبير الياوران برئاسة الجمهورية.
- تولى رئاسة المخابرات العامة المصرية في الفترة من 1978 حتى 1981.
- عين محافظاً للإسكندرية (24 أغسطس 1981 - 17 مايو 1982).[2][3][4]:109

## حرب 1973
تولى منصب قائد سلاح المدفعية أثناء الحرب. قام بوضع خطة أكبر تمهيد نيراني في تاريخ الحروب على مستوى العالم عاونه فيها العميد منير شاش قائد مدفعية الجيش الثالث والعميد محمد عبد الحليم أبو غزالة قائد المدفعية في الجيش الثاني.

## رئاسته للمخابرات
تولى رئاسة المخابرات العامة في الفترة ما بين سنتي 1978 و 1981 حتى أواخر عهد الرئيس محمد أنور السادات.

## وفاته
توفي الفريق محمد سعيد الماحي عن عمر يناهز 85 عاما في 20 يونيو 2007.